# Salon de Bruxelles de 1839
Le Salon de Bruxelles de 1839 est la onzième édition du Salon de Bruxelles, exposition périodique d'œuvres d'artistes vivants. Il a lieu en 1839, du 1er septembre au 1er novembre dans les anciens appartements du palais de Charles de Lorraine à Bruxelles, à l'initiative de la Société royale de Bruxelles pour l'encouragement des beaux-arts.
Ce Salon est le troisième organisé depuis l'Indépendance de la Belgique en 1831. Les prix sont remis sous forme de médailles d'or et de vermeil, ainsi que de récompenses pécuniaires.

## Organisation
Pour chaque exposition, les dates et l'organisation générale sont fixées par Arrêté royal, sur proposition du ministre responsable. La commission directrice de l'exposition est ensuite nommée par Arrêté ministériel, le règlement de l'exposition est également fixé par Arrêté ministériel. Chaque Salon est donc géré par une commission directrice distincte.

## Contexte
Ce Salon est le troisième organisé depuis l'Indépendance de la Belgique en 1831. L'exposition de 1839 constitue un succès en termes de qualité des œuvres et de fréquentation.

## Catalogue

### Données générales
Alors que le Salon de 1836 comprenait près de 610 numéros, l'édition de 1839 en propose 707. Les objets sont répartis comme suit : tableaux (506), sculptures et marbres (19), plâtres (45), bronzes (6), bas-reliefs (2), médailles (31), dessins (59), miniatures (31), dessins d'architecture (13), gravures (40), lithographies (51) et daguerréotypes (5), peintures sur verre (5).
Au Salon, 394 artistes exposent : six Allemands, deux Britanniques, 58 Français, 17 Néerlandais et un résident à Rome. Parmi les Belges, on compte 67 Anversois, sept Brugeois, 164 Bruxellois, 27 Gantois, dix Liégeois, douze Louvanistes, onze Malinois, et douze artistes originaires d'Ath, Courtrai, Everghem, Braine-l'Alleud, Maastricht et Turnhout. Les recettes constituées par la vente des catalogues et le prix des entrées sont de 31 246 francs, contre 22 094 francs lors du Salon précédent de 1836.

### Peinture

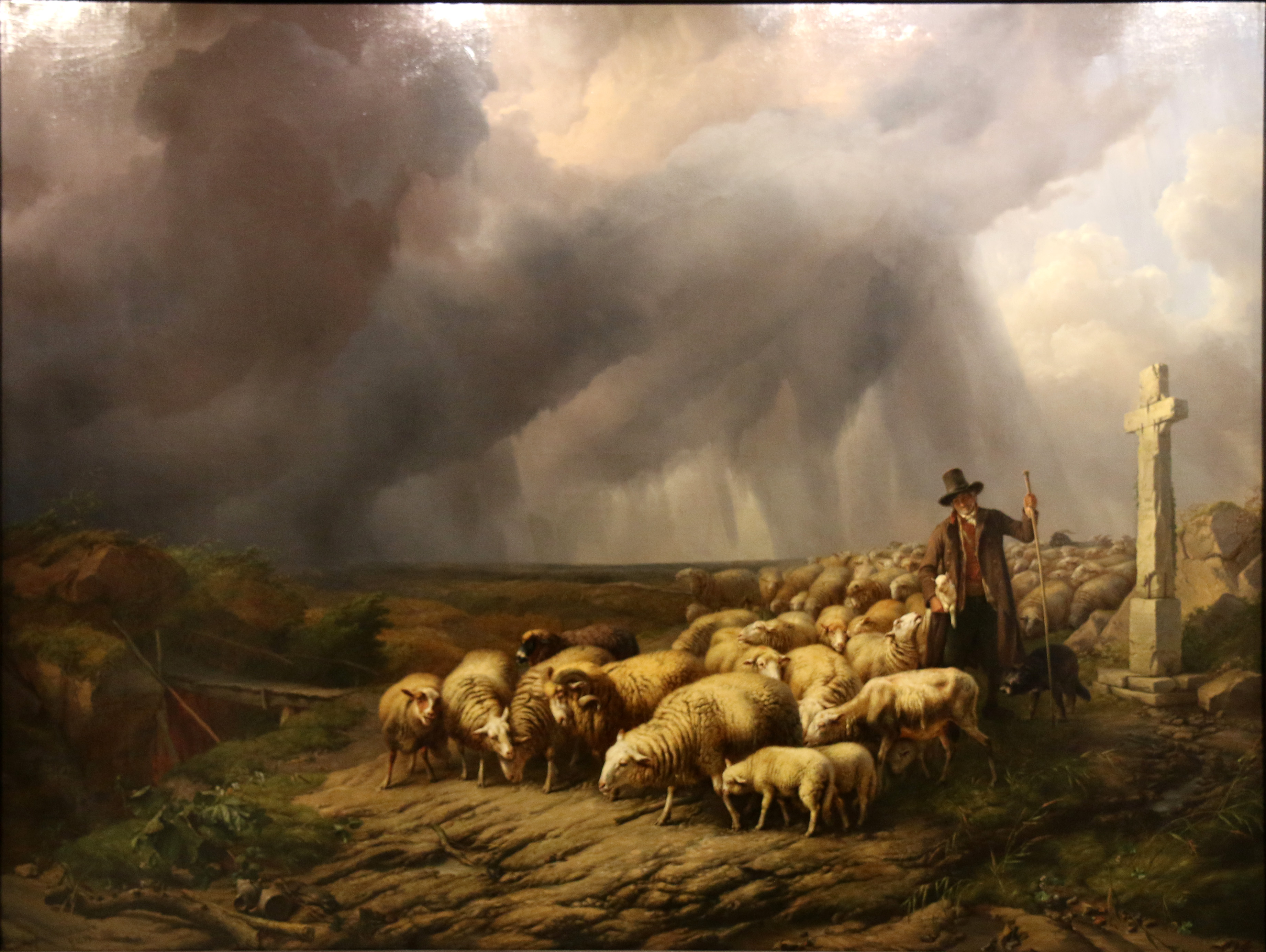
Un troupeau de moutons surpris par l'orage par Eugène Verboeckhoven, exposé au Salon de 1839.

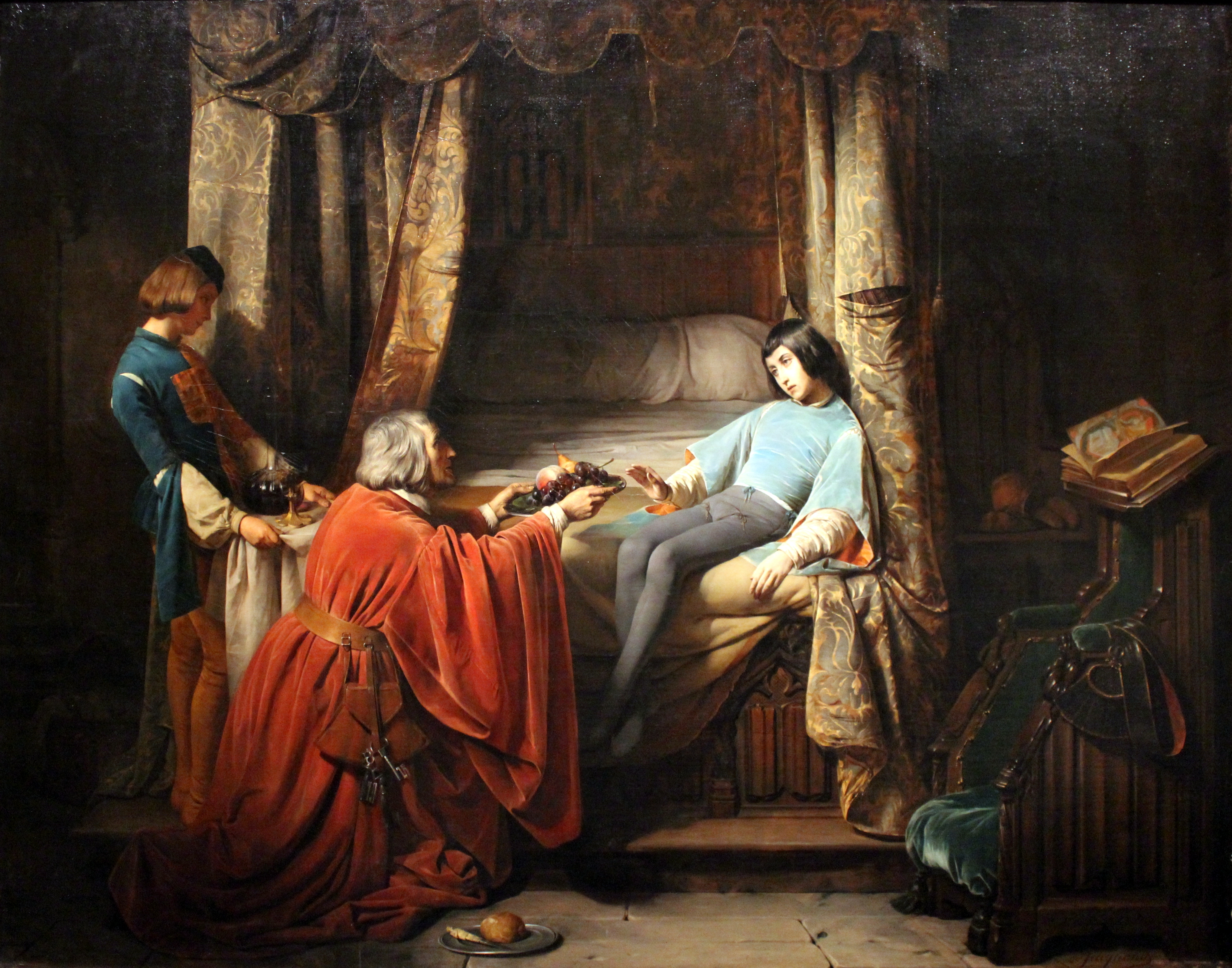
Le Jeune Gaston, dit l'Ange de Foix par Claudius Jacquand, médaille d'or au Salon de Bruxelles, conservé au Musée du Louvre.

La peinture sacrée est peu présente. Cependant, trois artistes traitent de La mise au tombeau : Henri Joseph Duwée et Ferdinand Daems et Antoine Wiertz, qui expose au Salon pour la première fois et dont l'œuvre présente beaucoup de bonnes qualité, un ensemble empli de poésie et de grandeur, d'un style large et élevé qui cherche à se rapprocher de Raphaël et du Titien. En revanche, la peinture profane est bien représentée. Tout d'abord par La bataille de Woehringen de Nicaise De Keyser : la scène est dramatiquement disposée, et poétiquement comprise. Charles Augustin Wauters présente un Épisode de la vie de Marie de Bourgogne qui, en dépit de quelques erreurs historiques, prouve un talent réel, même s'il n'est pas encore parvenu au développement nécessaire pour traiter une aussi grande composition. Le corps de Patrocle disputé par les Grecs et les Troyens d'Antoine Wiertz recueille beaucoup d'éloges. La revue La Renaissance y voit un style grandiose inhabituel, d'une pensée grande et audacieuse.
Les peintures de genre historique, représentant des scènes des annales belges, sont moins nombreuses que lors des deux Salons précédents. Joseph Jacops a envoyé une Bataille de Heiligerlee, fidèle à l'idée nationale selon La Renaissance, mais un simple choc de cavalerie d'un peintre pourtant en progrès. Le Jeune Gaston, dit l'Ange de Foix par Claudius Jacquand a déjà obtenu les honneurs de la gravure, même si le peintre a probablement exagéré l'affaiblissement de l'enfant, l'œuvre se distingue surtout par la perfection de ses détails accessoires. Le peintre Romain Eugène Van Maldeghem propose Rubens en ambassade à la cour d'Espagne, une composition comprise avec intelligence aux couleurs harmonieuses, mais dont la tête de Rubens est disproportionnée avec son corps. D'autres peinture du genre historique sont exposées : Le salon de van Dyck de Joseph De Cauwer, Catherine Howard, femme d'Henri VIII de Jean Jacques Bekkers, et Holbein à la cour d'Henri VIII par Prosper Lafaye,.
Les paysages, plages, marines et intérieurs sont nombreux. Parmi les paysagistes, se distinguent Andreas Schelfhout, Alexander Schaepkens, Barend Cornelis Koekkoek, et Julius Lange. En revanche, seuls deux peintres ont envoyé des représentations d'animaux : Eugène Verboeckhoven qui présente notamment Un troupeau de moutons surpris par l'orage, habilement traité, et Louis Robbe, dont Les animaux au pâturage présentent des expressions naturelles, bien que l'air ne circule sans doute pas assez dans le paysage.
Pour la première fois, un daguerréotype montrant un panorama de la ville de Bruxelles est présenté au public. L'essai est réussi au point de vue de la lumière qui dessine la ville vue depuis la rue de la Régence.

### Sculpture
Selon le journal L'Indépendance belge, jamais la sculpture n'a été aussi bien représentée en Belgique qu'au Salon de 1839. Plusieurs artistes de renom exposent. Joseph Geefs progresse dans son art avec son Pâtre des premiers temps du christianisme, Louis-Eugène Simonis vend son œuvre L'Innocence au gouvernement, avant même qu'elle ne soir réalisée en marbre. Joseph-Michel-Ange Pollet, un jeune sculpteur français a envoyé une Esméralda, qui a attiré beaucoup de regards. Louis Jehotte propose une Baigneuse qui manque de distinction et de noblesse. Une Scène du déluge de Charles Geerts est mal placée, mais constitue une œuvre distinguée. Aloys Geefs s'est trop inspiré pour sa Beatrix de la Françoise de Rimini de son frère Guillaume, également imitée par Pierre Puyenbroeck lorsqu'il a créé son buste Modestie,.

### Polémique

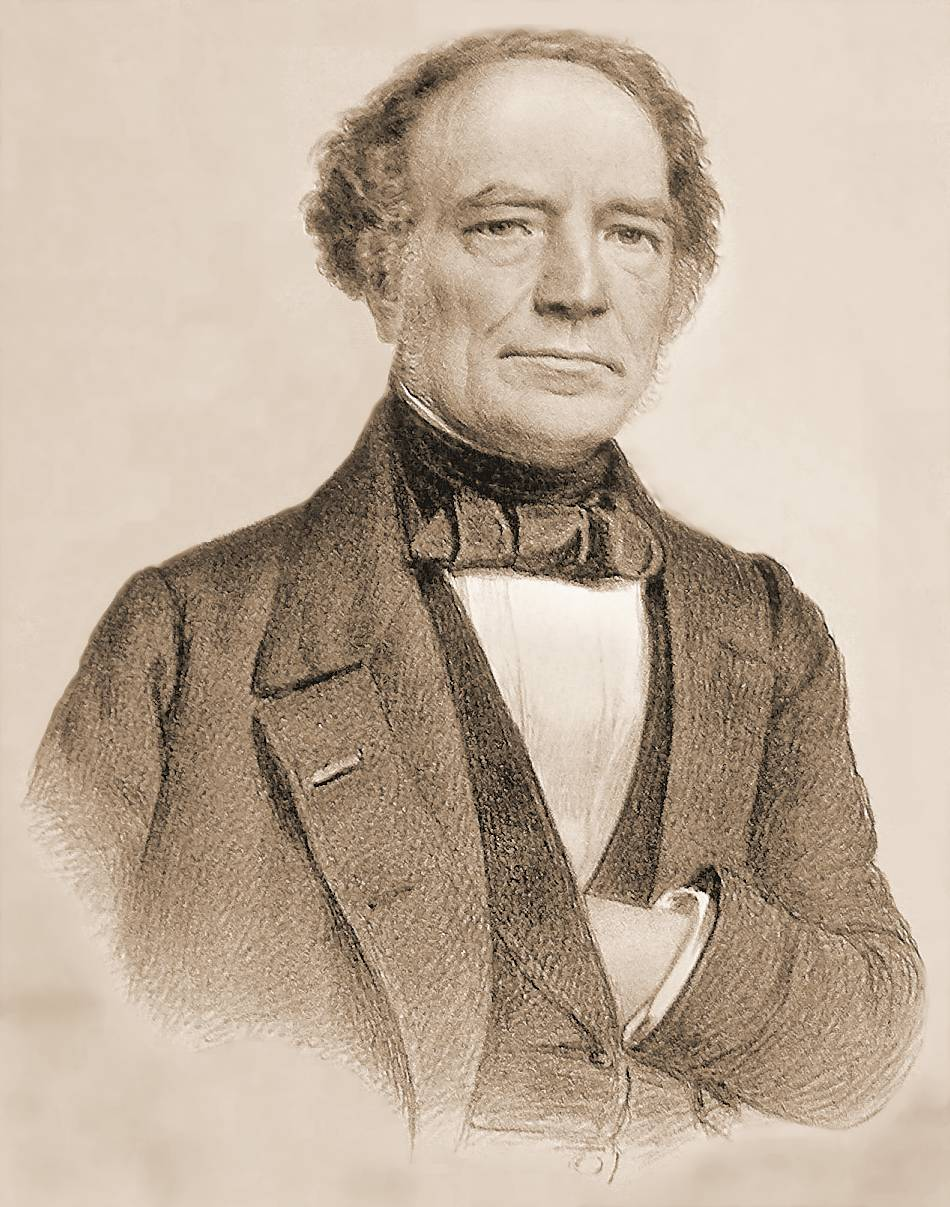
Barthélemy de Theux de Meylandt, ministre de l'Intérieur, indulgent en 1836 et rigoureux en 1839.

Accusé par plusieurs exposants d'émettre des critiques trop sévères envers certains artistes, et d'être de connivence avec le gouvernement, le quotidien L'Indépendance belge se défend en affirmant avoir évoqué dans trois de ses articles 26 peintres, dont dix ont reçu des éloges, tantôt exclusifs, tantôt tempérés par une critique raisonnée, tandis que sept ont fait l'objet de critiques sévères, analogues à celles émises par les visiteurs. Le 5 septembre 1839, le quotidien belge se justifie, dans un article général, en évoquant l'extrême indulgence de certains confrères. Le ministre de l'Intérieur Barthélemy de Theux de Meylandt a donné pour instruction de ne désigner que les œuvres d'un mérite éminent pour entrer au Musée national et d'arrêter le torrent dangereux d'enthousiasme qui avait prévalu lors du Salon de 1836 et gagné jusqu'à la commission. Le ministre regrette l'indulgence du système des récompenses établi trois ans auparavant 86 médailles ont été décernées et dix-huit œuvres avaient été acquises par le gouvernement. Cette fois, le ministre se réserve de se montrer difficile pour toutes les formes d'acquisitions futures.
Quatre jours plus tard, le journal estime que la peinture religieuse est si mal représentée, tandis que la peinture d'histoire commande si bien les sympathies de la foule. La peinture flamande qui se réclame de Rubens a présenté des sujets qui finissent par s'épuiser aux yeux de la foule qui veut désormais autre chose que de la ligne et des formes, autre chose que de la couleur et du dessin. La croyance moderne doit parler autrement qu'il y a trois siècles. Nicaise De Keyser, jeune artiste du plus haut mérite, et du plus grand talent tant encensé aujourd'hui évoluera et deviendra un des soutiens les plus forts de l'école nouvelle. En revanche, Le Patrocle d'Antoine Wiertz est une toile gigantesque que seules les églises peuvent contenir, d'autant plus que de près les excès semblent de partout défigurer les beautés. Le plus surprenant est que De Keyser et Wappers aient des élèves, alors que pour les former, il faut posséder des qualités que ces deux maîtres, coloristes avant tout et auteur de superficielles études anatomiques, n'ont pas. Les seuls peintres qui cette année nous paraissent réunir les conditions de professeur sont Jan Baptiste de Jonghe pour ses paysages, Eugène Verboeckhoven pour sa peinture des animaux et Ferdinand de Braekeleer pour le genre. La dernière grande toile que nous analysons est Le supplice d'Hugonet et d'Himbrecourt de Charles Augustin Wauters, dans une voie de progrès, de ceux qui sortiront de l'ornière vulgaire.

## Résultats

### Médailles

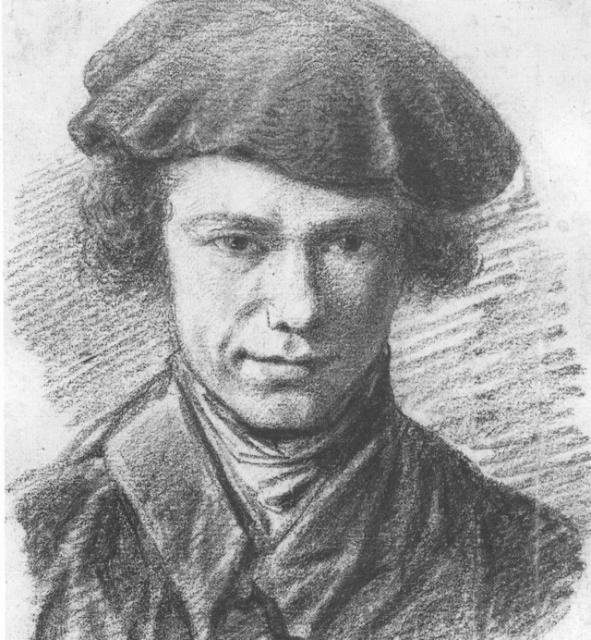
Barend Cornelis Koekkoek, récipiendaire d'une médaille d'or.

Lors de la réunion de la commission des récompenses, tandis que 394 artistes ont exposé, les distinctions suivantes sont octroyées par le ministère de l'Intérieur et confirmées par un Arrêté royal du 6 décembre 1839 : 5 médailles d'or, 15 médailles de vermeil, et 18 récompenses pécuniaires. 

#### Médailles d'or
Parmi les artistes récompensés Jan Baptiste de Jonghe, peintre à Courtrai, Louis-Pierre Henriquel-Dupont, graveur à Paris, Claudius Jacquand, peintre d'histoire à Paris, Paolo Mercuri, graveur à Paris et Barend Cornelis Koekkoek, peintre à Clèves, reçoivent, tous les cinq une médaille d'or.

#### Médailles de vermeil
Les quinze récipiendaires de la médaille de vermeil sont : François-Antoine Bossuet, peintre à Bruxelles, Edouard De Latour, peintre à Bruxelles, Joseph Geefs, sculpteur à Bruxelles, Jules Victor Génisson, peintre à Bruxelles, Aloïs Hunin, peintre à Malines, Louis Jehotte, sculpteur à Bruxelles, Adolphe Jouvenel, graveur à Bruxelles pour ses médailles, Christian Köhler, peintre à Düsseldorf, Henri Leys, peintre à Anvers, Antoine-Alphonse Montfort, peintre à Paris, Louis Robbe, peintre à Courtrai, Hippolyte Sebron, peintre à Paris, Hendrik Van der Haert, peintre à Bruxelles, et Antoine Wiertz, peintre d'histoire.

### Ordre de Léopold
D'autre part, six artistes sont nommés chevaliers de l'ordre de Léopold : Ferdinand de Braekeleer, peintre, Henri de Caisne, peintre d'histoire, Luigi Calamatta, graveur et professeur à l'école de gravure de Bruxelles, Nicaise De Keyser, peintre d'histoire, Jean-Baptiste Madou, dessinateur et Louis-Eugène Simonis, sculpteur à Bruxelles.

### Achats par le gouvernement
Le gouvernement acquiert, pour une somme totale de 74 000 francs cinq tableaux et une statue avant l'ouverture du Salon et un autre après sa clôture. Les recettes du Salon s'élèvent à 23000 francs.

## Catalogue
- Catalogue, Exposition nationale des Beaux-Arts : explication des ouvrages de peinture, sculpture, gravure, dessin et lithographie des artistes vivans, exposés au Salon de 1839, Bruxelles, Demortier frères, 1839, 85 p. (lire en ligne).